# Urrao
Urrao est une municipalité de Colombie située dans le département d'Antioquia.

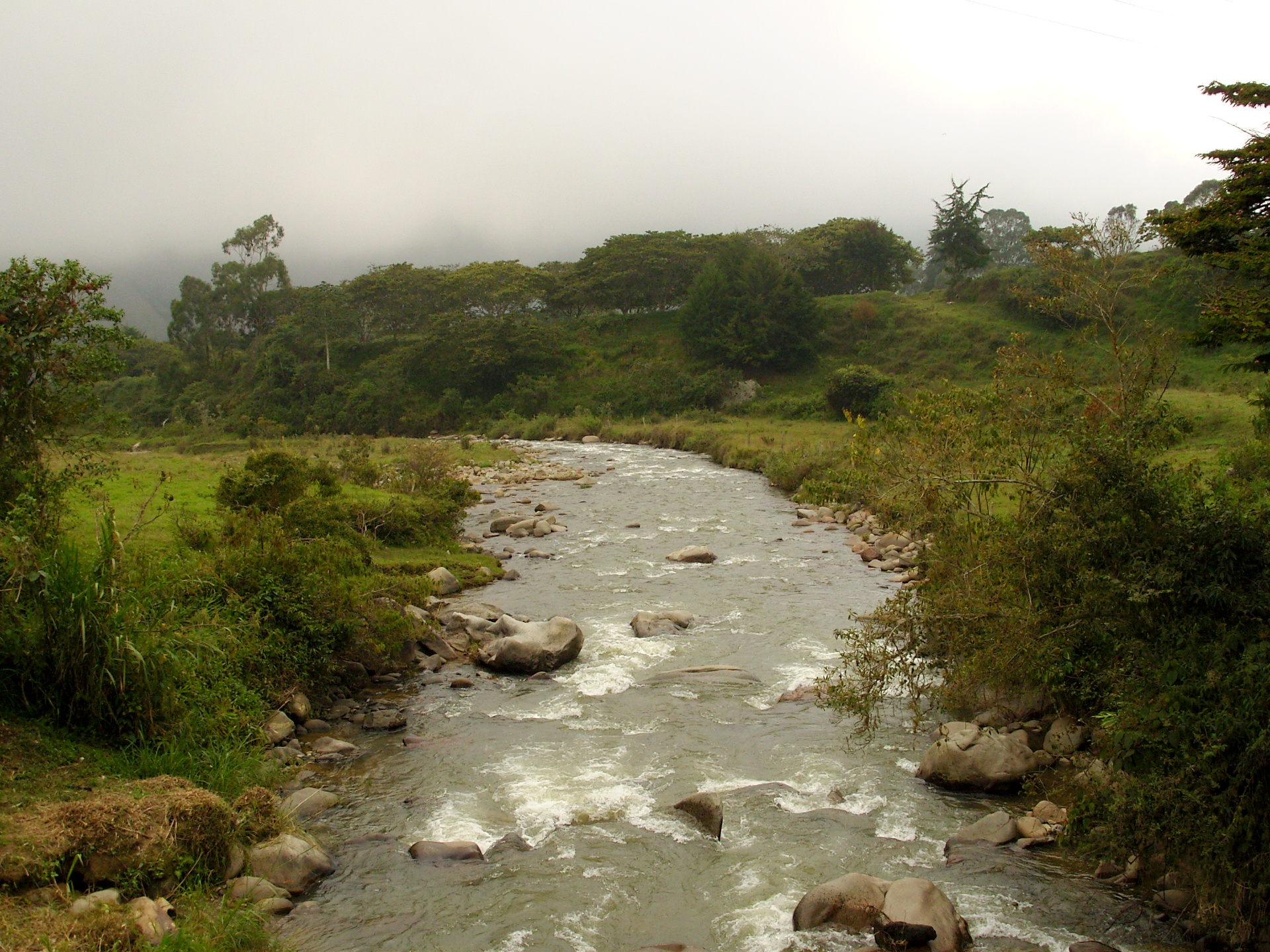

Elle s'étend sur 2 556 km2 et compte 39 348 habitants en 2007 DANE.

## Personnalités liées à la municipalité
- Luis Felipe Laverde (1979-) : coureur cycliste né à Urrao.
- Rigoberto Urán (1987-) : coureur cycliste né à Urrao.
- Carlos Urán (1980-) : coureur cycliste né à Urrao
- Óscar de Jesús Vargas Restrepo, (1964-) à Urrao ancien coureur cycliste colombien, aujourd'hui directeur sportif.